# Santa Rosa (samhälle)
Santa Rosa är ett samhälle i Chile.   Det ligger i regionen Región de Los Lagos, i den södra delen av landet, 800 km söder om huvudstaden Santiago de Chile. Santa Rosa ligger 200 meter över havet och antalet invånare är 1 000.
Terrängen runt Santa Rosa är huvudsakligen platt, men åt nordost är den kuperad. Runt Santa Rosa är det ganska glesbefolkat, med 24 invånare per kvadratkilometer.. Det finns inga andra samhällen i närheten. 
Trakten runt Santa Rosa består till största delen av jordbruksmark.